# ميتا بلاتفورمز

## تاريخ

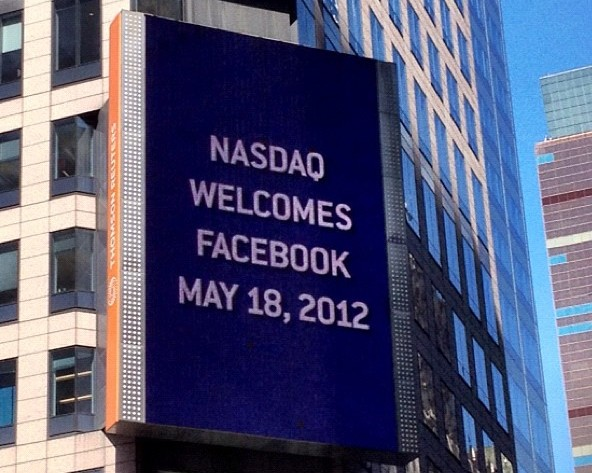
لوحة ترحيب في مبنى تومسون رويترز بفيسبوك في ناسداك، 2012

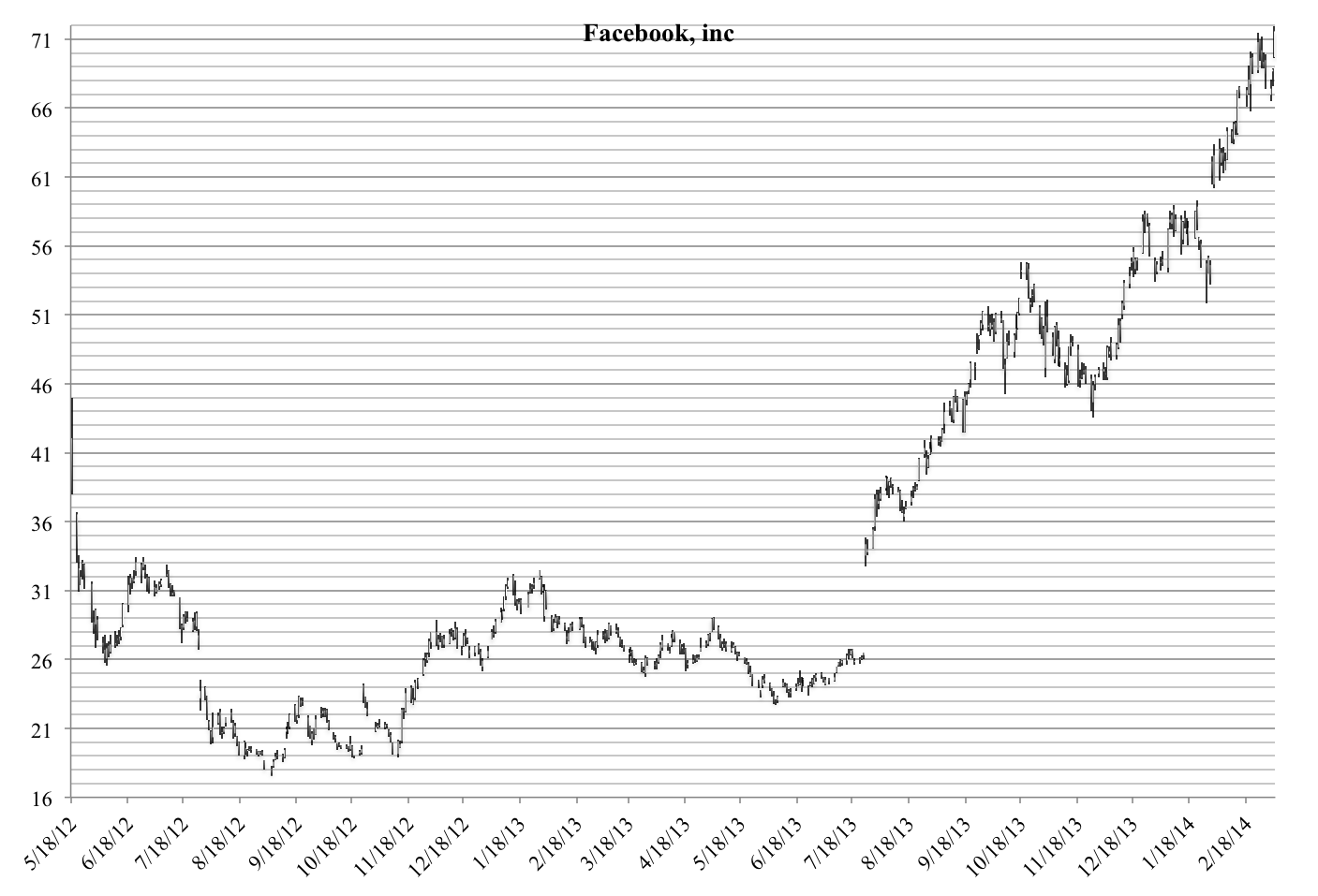
الرسم البياني المبكر لأسهم فيسبوك

شعار شركة فيسبوك من 2019 إلى 2021

تقدمت فيسبوك بطلب الاكتتاب العام الأولي (IPO) في 1 يناير 2012. وذكرت النشرة الأولية أن الشركة سعت إلى جمع 5 مليارات دولار، ولديها 845 مليون مستخدم نشط شهريًا، وحصد موقع إلكتروني 2.7 مليار إعجاب وتعليق يوميًا. بعد الاكتتاب العام، احتفظ زوكربيرج بحصة ملكية تبلغ 22٪ في فيسبوك وامتلك 57٪ من أسهم التصويت.
قدّر متعهدو الاكتتاب الأسهم بـ 38 دولارًا لكل سهم، مقدرين قيمة الشركة بـ 104 مليار دولار، وهو أكبر تقييم حتى الآن لشركة عامة جديدة. في 16 مايو، قبل يوم واحد من الاكتتاب العام، أعلنت فيسبوك أنها ستبيع 25٪ من الأسهم أكثر مما كان مخططًا في الأصل بسبب ارتفاع الطلب. جمع الاكتتاب العام 16 مليار دولار، مما جعلها ثالث أكبر شركة في تاريخ الولايات المتحدة (متقدمة بقليل على أي تي أند تي وايرلس وخلفها فقط جنرال موتورز وفيزا). ترك سعر السهم للشركة رسملة سوقية أعلى من جميع الشركات الأمريكية باستثناء عدد قليل منها - متجاوزًا الشركات ذات الوزن الثقيل مثل أمازون، ماكدونالدز، ديزني وكرافت فودز - وجعل سهم زوكربيرج بقيمة 19 مليار دولار. ذكرت صحيفة نيويورك تايمز أن العرض تغلب على أسئلة حول صعوبات فيسبوك في جذب المعلنين لتحويل الشركة إلى «مخزون لا بد منه». ووصفها جيمي لي من جيه بي مورجان تشيس بأنها «الحاصل الأكبر التالي». من ناحية أخرى، أعرب الكتاب في تك كرانش عن شكوكهم، قائلين، «هذا مضاعف كبير يجب الالتزام به، ومن المحتمل أن تحتاج فيسبوك إلى إضافة تدفقات إيرادات جديدة جريئة لتبرير التقييم الهائل».
تم تأجيل التداول في السهم، الذي بدأ في 18 مايو، في ذلك اليوم بسبب مشاكل فنية في بورصة ناسداك. كافح السهم للبقاء فوق سعر الاكتتاب معظم اليوم، مما اضطر شركات التأمين على إعادة شراء الأسهم لدعم السعر. عند الإغلاق، تم تقييم الأسهم عند 38.23 دولارًا، فقط فوق سعر الاكتتاب بـ 0.23 دولارًا أمريكيًا وبانخفاض 3.82 دولارًا عن قيمة جرس الافتتاح. ووصفت الصحافة المالية الافتتاح على نطاق واسع بأنه مخيب للآمال. ومع ذلك، سجل السهم رقماً قياسياً جديداً لحجم تداول الاكتتاب العام. في 25 مايو 2012، أنهى السهم أول أسبوع كامل من التداول عند 31.91 دولارًا، بانخفاض قدره 16.5٪.
في 22 مايو 2012، أعلن المنظمون من هيئة تنظيم الصناعة المالية في وول ستريت أنهم بدأوا في التحقيق فيما إذا كانت البنوك التي تتعهد بالاكتتاب على فيسبوك قد شاركت المعلومات بشكل غير صحيح مع عملاء محددين فقط بدلاً من عامة الناس. استدعى وزير خارجية ماساتشوستس وليام غالفين مورغان ستانلي بشأن نفس القضية. وأثارت هذه المزاعم «غضبًا» بين بعض المستثمرين وأدت إلى رفع دعاوى قضائية على الفور، إحداها دعوى جماعية تكبدت أكثر من 2.5 مليار دولار من الخسائر بسبب الاكتتاب العام. قدرت بلومبرج أن مستثمري التجزئة ربما خسروا ما يقرب من 630 مليون دولار في أسهم فيسبوك منذ ظهورها لأول مرة.
أضافت ستاندرد آند بورز فيسبوك إلى مؤشر إس وبي 500 في 21 ديسمبر 2013.
في 2 مايو 2014، أعلن زوكربيرج أن الشركة ستغير شعارها الداخلي من «تحرك سريعًا واكسر الأشياء» إلى «تحرك سريعًا مع بنية تحتية مستقرة». تم وصف الشعار السابق على أنه «التوجيه الرئيسي لمطوريه وفريقه» الذي أطلقه زوكربيرج في مقابلة عام 2009 في بيزنس إنسايدر، حيث قال أيضًا، «ما لم تكن تقوم بتعطيل الأشياء، فأنت لا تتحرك بالسرعة الكافية.»
في عام 2018، أرسل جيسون روبن، قائد شركة أوكيلس، وثيقة رؤيته المكونة من 50 صفحة بعنوان الميتافيرس إلى قيادة فيسبوك. في الوثيقة، يقر روبين أن أعمال الواقع الافتراضي على فيسبوك لم تتطور كما هو متوقع، على الرغم من مئات الملايين من الدولارات التي تم إنفاقها على المحتوى للمتبنين الأوائل. كما حث الشركة على التنفيذ السريع والمضي قدمًا في الرؤية، لإغلاق إتش تي سي، أبل، جوجل وغيرها من المنافسين في مجال الواقع الإفتراضي. فيما يتعلق بمشاركة اللاعبين الآخرين في رؤية ميتافيرس، كتب: «دعونا نبني ميتافيرس لمنعهم من التواجد في مجال الواقع الإفتراضي بطريقة ذات مغزى على الإطلاق.»
في مايو 2019، أسست فيسبوك لايبرا نيتوركس، لتطوير عملتهم المشفرة ستيبلكوين. في التطورات الأخيرة، تم الإبلاغ عن دعم لايبرا من قبل شركات مالية مثل فيزا، ماستركارد، باي بال وأوبر. من المتوقع أن يجمع تحالف الشركات 10 ملايين دولار لكل منها لتمويل إطلاق العملة المشفرة المسماة لايبرا. اعتمادًا على الوقت الذي تتلقى فيه الموافقة من هيئة الإشراف على السوق المالية السويسرية للعمل كخدمة مدفوعات، تخطط لايبرا أسوسييشن لإطلاق عملة مشفرة محدودة التنسيق في عام 2021.
بعد فترة وجيزة من إعادة تسمية الشركة، في أوائل فبراير 2022، أبلغت ميتا عن انخفاض أكبر من المتوقع في الأرباح في الربع الرابع من عام 2021. لم تسجل الشركة أي نمو في المستخدمين الشهريين، وأشارت إلى أنها تتوقع توقف نمو الإيرادات. توقعت الشركة أيضًا أن الإجراءات التي اتخذتها شركة أبل لحماية خصوصية المستخدم تكلفها حوالي 10 مليارات دولار من عائدات الإعلانات، وهو مبلغ يعادل حوالي 8٪ من إيراداتها لعام 2021. في لقائه مع موظفي ميتا في اليوم التالي للإبلاغ عن الأرباح، ألقى زوكربيرج باللوم على المنافسة على اهتمام المستخدمين، لا سيما من التطبيقات القائمة على الفيديو مثل تيك توك، لضعف الأداء المالي.
أدى الانخفاض بنسبة 27٪ في سعر سهم الشركة الذي حدث كرد فعل للأخبار إلى إزالة حوالي 230 مليار دولار من القيمة السوقية لميتا. أشارت بلومبيرج إلى التراجع على أنه «[...] هزيمة ملحمية، في نطاقها الهائل، لا تشبه أي شيء شهدته وول ستريت أو وادي السيليكون على الإطلاق». انخفض صافي ثروة مارك زوكربيرج بما يصل إلى 31 مليار دولار بسبب التراجع. يسيطر زوكربيرج على 13٪ من ميتا، وتشكل الحيازة الجزء الأكبر من ثروته.
وفقًا لتقارير نشرتها بلومبرج نيوز في 30 مارس 2022، قامت ميتا بتسليم بيانات مثل أرقام الهواتف والعناوين المادية وعناوين بروتوكولات الإنترنت إلى متسللين ينتحلون صفة مسؤولي إنفاذ القانون باستخدام مستندات مزورة. تضمنت طلبات إنفاذ القانون أحيانًا توقيعات مزورة لمسؤولين حقيقيين أو وهميين. عندما سئل أحد ممثلي ميتا عن الادعاءات، قال: «نحن نراجع كل طلب بيانات للاكتفاء القانوني ونستخدم أنظمة وعمليات متقدمة للتحقق من صحة طلبات إنفاذ القانون واكتشاف إساءة الاستخدام.»
في يونيو 2022، أعلنت شيريل ساندبرج، مديرة العمليات في الشركة لمدة 14 عامًا، أنها ستتنحى عن دورها في خريف العام نفسه. صرح زوكربيرج أن خافيير أوليفان سيحل محل ساندبرج، وإن كان في دور «أكثر تقليدية».

### عمليات الدمج والاستحواذ
طوال فترة وجودها، كانت شركة فيسبوك/ميتا استحوذت على العديد من الشركات (غالبًا ما يتم تحديدها على أنها اكتساب المواهب).
كانت إحدى أولى عمليات الاستحواذ الكبرى في أبريل 2012، عندما استحوذت على إنستغرام مقابل ما يقرب من 1 مليار دولار أمريكي نقدًا ومخزونًا.
في أكتوبر 2013، استحوذت شركة فيسبوك على أونافو، وهي شركة إسرائيلية لتحليل بيانات الجوال.
في فبراير 2014، أعلنت شركة فيسبوك أنها ستشتري شركة واتساب للمراسلة عبر الهاتف المحمول مقابل 19 مليار دولار أمريكي نقدًا ومخزونًا. في وقت لاحق من ذلك العام، اشترى فيسبوك أوكيلس في آر مقابل 2.3 مليار دولار من الأسهم والنقد، والتي أصدرت أول سماعة الواقع الافتراضي للمستهلك في عام 2016.
في نوفمبر 2019، أعلنت شركة فيسبوك عن استحواذها على مطور الألعاب بيت غيمس (Beat Games)، المسؤول عن تطوير أحد أكثر ألعاب الواقع الافتراضي شهرةً في العام، بيت سيبر.
في أبريل 2020، أعلنت شركة فيسبوك عن صفقة بقيمة 5.7 مليار دولار مع شركة رليانس للصناعات الهندية متعددة الجنسيات لشراء ما يقرب من 10 بالمائة من جيو بلاتفورمز، وهي كيان خدمات ووسائل الإعلام الرقمية التابعة لشركة رليانس.
في مايو 2020، أعلنت شركة فيسبوك أنها استحوذت على جيفي مقابل سعر نقدي يبلغ 400 مليون دولار. سيتم دمجها مع فريق إنستقرام. ومع ذلك، في أغسطس 2021، ذكرت هيئة المنافسة والأسواق في المملكة المتحدة (CMA) أن شركة فيسبوك قد تضطر إلى بيع جيفي، بعد أن وجد تحقيق أن الصفقة بين الشركتين ستضر بالمنافسة في سوق الإعلانات المصورة. تم تغريم شركة فيسبوك مبلغ 70 مليون دولار أمريكي من قبل هيئة السوق المالية لتقاعسها عن الإبلاغ عن جميع المعلومات المتعلقة بالاستحواذ والتحقيق الجاري بشأن مكافحة الاحتكار.
في نوفمبر 2020، أعلنت شركة فيسبوك أنها تخطط لشراء منصة خدمة العملاء وشركة كستومر (المتخصصة في برنامج تشات بوت للترويج للشركات لاستخدام نظامها الأساسي للأعمال. أفيد أن كستومر تقدر قيمتها بما يزيد قليلاً عن مليار دولار. تم إغلاق الصفقة في فبراير 2022 بعد موافقة الجهات التنظيمية.

### ضغط
في عام 2020، أنفقت شركة فيسبوك $19.7 مليون على ممارسة الضغط (Lobbying)، وظفت 79 من أعضاء جماعات الضغط (Lobbyists). في عام 2019، أنفقت $16.7 مليون على ممارسة الضغط وكان لديها فريق من 71 من أعضاء جماعات الضغط، ارتفاعًا من $12.6 مليون و 51 من أعضاء جماعات الضغط في عام 2018. كان فيسبوك أكبر منفق على كسب الأموال بين شركات التكنولوجيا الكبرى الخمس في عام 2020.

### دعاوى قضائية
تم رفع دعاوى قضائية عديدة ضد الشركة، عندما كانت تُعرف باسم شركة فيسبوك، وميتا بلاتفورمز.
في مارس 2020، رفع مكتب مفوض المعلومات الأسترالي (OAIC) دعوى قضائية ضد فيسبوك، بسبب الانتهاكات الجسيمة والمستمرة لقاعدة الخصوصية التي تنطوي على إخفاق كامبريدج أناليتيكا. يخضع كل انتهاك لقانون الخصوصية لمسؤولية نظرية تراكمية قدرها 1.7 مليون دولار. قدر مفوض المعلومات الأسترالي أن إجمالي 311,127 أستراليًا قد تعرضوا للهجوم.
في 8 ديسمبر 2020، أطلقت لجنة التجارة الفيدرالية الأمريكية و 46 ولاية (باستثناء ألاباما، جورجيا، ساوث كارولينا، وساوث داكوتا) ومقاطعة كولومبيا وإقليم غوام، لجنة التجارة الفيدرالية ضد. شركة ميتا بلاتفورمز ‏ كقضية ضد الاحتكار ضد الفيسبوك. تتعلق الدعوى باستحواذ فيس على اثنين من المنافسين - إنستغرام وواتساب - والوضع الاحتكاري الذي أعقب ذلك. تزعم لجنة التجارة الفدرالية أن فيسبوك يمتلك قوة احتكارية في سوق الشبكات الاجتماعية الأمريكية ويسعى إلى إجبار الشركة على سحب استثماراتها من إنستغرام وواتساب لتفكيك التكتل. قال وليام كوفاسيتش، الرئيس السابق للجنة التجارة الفيدرالية، إن القضية سيكون من الصعب الفوز بها لأنها ستتطلب من الحكومة إنشاء حجة مضادة للواقع على الإنترنت حيث لم يكن كيان فيسبوك-واتساب-إنستغرام موجودًا، وإثبات ذلك الضرر للمنافسة أو المستهلكين.
في 24 ديسمبر 2021، فرضت محكمة في روسيا غرامة على ميتا بمبلغ 27 مليون دولار بعد أن رفضت الشركة إزالة محتوى محظور غير محدد. وبحسب ما ورد تم ربط الغرامة بإيرادات الشركة السنوية في البلاد.
في مايو 2022، تم رفع دعوى قضائية في كينيا ضد شركة ميتا وشركة ساما المحلية. يُزعم أن ميتا تعاني من ظروف عمل سيئة في كينيا بالنسبة للعاملين الذين يديرون منشورات فيسبوك. تسعى الدعوى القضائية للحصول على تعويض مالي وأمر بمنح الوسطاء الخارجيين نفس المزايا الصحية ونسب الأجور مثل موظفي ميتا.
في يونيو 2022، تم رفع 8 دعاوى قضائية في جميع أنحاء الولايات المتحدة بدعوى أن التعرض المفرط لمنصات بما في ذلك فيسبوك وإنستغرام قد سمح بمحاولة الانتحار أو الانتحار الفعلي واضطرابات الأكل والأرق، من بين أمور أخرى. وتأتي الدعوى في أعقاب شهادة موظف سابق في فيسبوك أمام الكونجرس بأن الشركة رفضت تحمل المسؤولية. أشارت الشركة إلى أنه تم تطوير أدوات للآباء لتتبع نشاط أطفالهم على إنستغرام وتعيين حدود زمنية بالإضافة إلى تذكيرات ميتا «خذ استراحة». بالإضافة إلى ذلك، توفر الشركة موارد خاصة باضطرابات الأكل بالإضافة إلى تطوير الذكاء الاصطناعي لضمان عدم تمكن الأطفال الذين تقل أعمارهم عن 13 عامًا من الاشتراك في فيسبوك أو إنستغرام.
في يونيو 2022، قام ميتا بتسوية دعوى قضائية أمام وزارة العدل الأمريكية. زعمت الدعوى، التي تم رفعها في عام 2019، أن الشركة مكّنت من التمييز في السكن من خلال الإعلانات المستهدفة، حيث سمحت لأصحاب المنازل وأصحاب العقارات بتشغيل إعلانات الإسكان باستثناء الأشخاص على أساس الجنس والعرق والدين وغيرها من الخصائص. صرحت وزارة العدل الأمريكية أن هذا مخالف لقانون الإسكان العادل. تم منح ميتا غرامة قدرها 115,054 دولارًا وتم منحها حتى 31 ديسمبر 2022 لتظليل أداة الخوارزمية.

### تغيير العلامة التجارية
بعد فترة من التدقيق المكثف وتسريبات المبلغين المضرة، بدأت الأخبار في الظهور في 21 أكتوبر 2021، حول خطة فيسبوك لإعادة تسمية الشركة وتغيير اسمها. في دعوة الأرباح للربع الثالث من عام 2021، في 25 أكتوبر، ناقش مارك زوكربيرج الانتقادات المستمرة للخدمات الاجتماعية للشركة وطريقة عملها، وأشار إلى الجهود المحورية لبناء ميتافيرس - دون ذكر إعادة التسمية وتغيير الاسم. تم تقديم الرؤية ميتافيرس وتغيير الاسم من شركة فيسبوك إلى ميتا بلاتفورمز في فيسبوك كونّيكت في 28 أكتوبر 2021. استنادًا إلى حملة العلاقات العامة على فيسبوك، يعكس تغيير الاسم تركيز الشركة المتغير على المدى الطويل لبناء ميتافيرس، وهو امتداد رقمي للعالم المادي من خلال وسائل التواصل الاجتماعي والواقع الافتراضي وميزات الواقع المعزز.
تم تسجيل «ميتا» كعلامة تجارية في الولايات المتحدة في 2018 (بعد الإيداع الأولي في 2015) للتسويق والإعلان وخدمات الكمبيوتر، من قبل شركة كندية قدمت تحليل البيانات الضخمة للأدبيات العلمية. تم الاستحواذ على هذه الشركة في عام 2017 من قبل مبادرة تشان زوكربيرج (CZI)، وهي مؤسسة أسسها زوكربيرج وزوجته بريسيلا تشان، وأصبحت أحد مشاريعهم. بعد إعلان تغيير العلامة التجارية على فيسبوك/ميتا، أعلنت مبادرة تشان زوكربيرج أنها قررت بالفعل إلغاء أولوية مشروع ميتا السابق، وأنها ستنقل حقوقها في الاسم إلى ميتابلاتفورمز، وأن المشروع سينتهي في عام 2022.

## بنية

### الإدارة
تتكون إدارة مفتاح ميتا من:

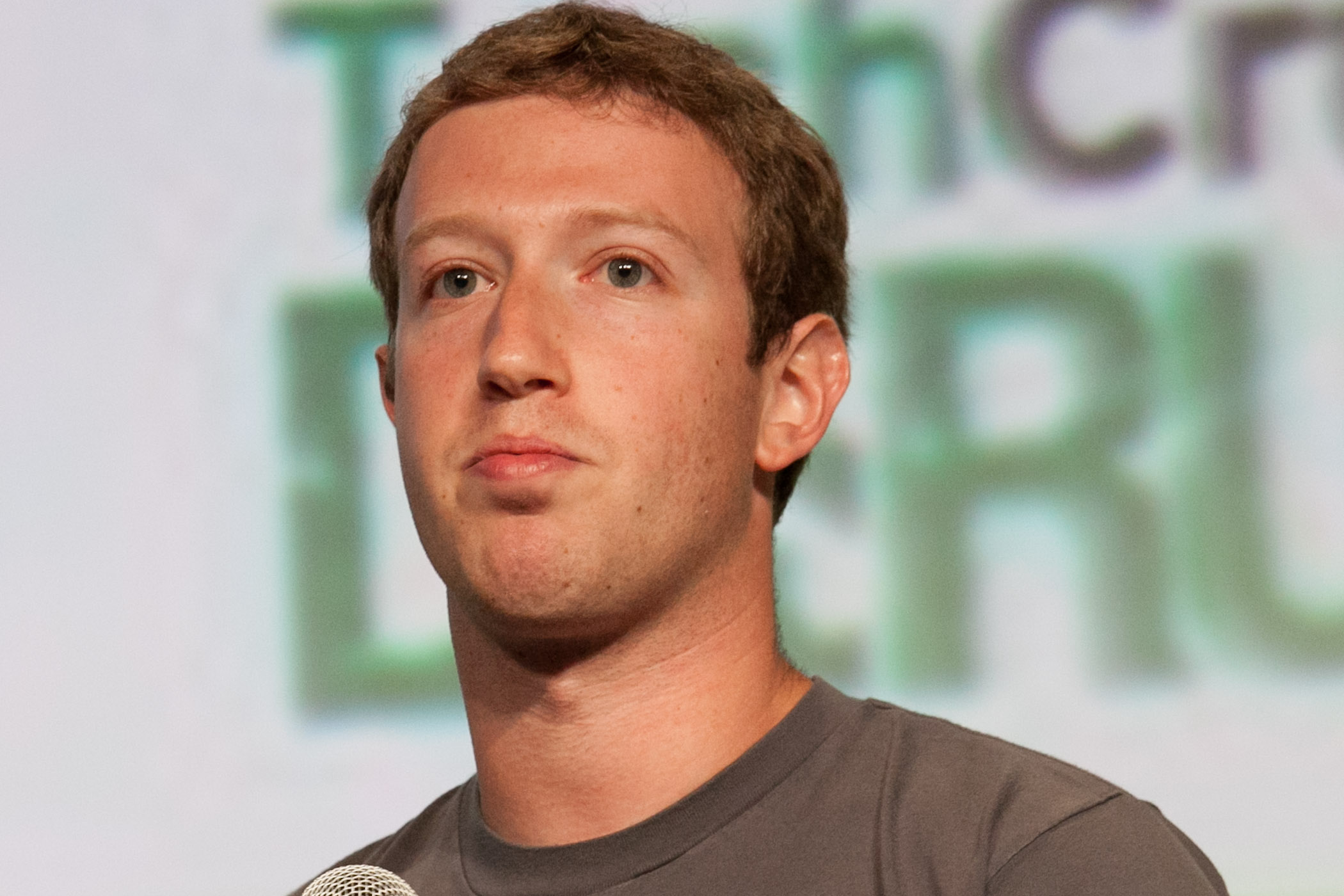
مارك زوكربيرج، المؤسس المشارك ورئيس مجلس الإدارة والرئيس التنفيذي والمساهم المسيطر في شركة ميتا بلاتفورمز

- مارك زوكربيرغ، رئيس مجلس الإدارة والرئيس التنفيذي
- شيريل ساندبرج، رئيس العمليات
- مايك شكرويبر، رئيس قسم التكنولوجيا
- ديفيد وينر، المدير المالي
- كريس كوكس، مدير المنتج

اعتبارًا من ديسمبر 2020، كان لدى ميتا 58,604 موظفًا، بزيادة قدرها 30.4٪ على أساس سنوي.

### مجلس الإدارة
في أبريل 2019، رشح فيس بوك بيجي ألفورد ليتم إضافتها كعضو في مجلس الإدارة خلال اجتماع الجمعية العامة العادية في مايو 2019. إذا حدث هذا، فستصبح أول امرأة أمريكية من أصل أفريقي تعمل في هذا المجلس، وثاني أمريكية من أصل أفريقي تقوم بذلك على الإطلاق. اعتبارًا من أبريل 2019، كان مجلس إدارة فيس بوك يتألف من المديرين التاليين؛ 
- مارك زوكربيرج (رئيس مجلس الإدارة والمؤسس والرئيس التنفيذي)
- شيريل ساندبرج (المدير التنفيذي ومدير العمليات)
- بيجي ألفورد (مدير غير تنفيذي، نائب الرئيس التنفيذي، المبيعات العالمية، باي بال)
- مارك أندريسن (المدير غير التنفيذي، المؤسس المشارك والشريك العام، أندريسن هورويتز)
- درو هيوستن (مدير غير تنفيذي، رئيس مجلس الإدارة والرئيس التنفيذي، دروبوكس)
- نانسي كيلفر (مديرة غير تنفيذية، شريك رئيسي، شركة ماكنزي)
- روبرت إم كيميت (مدير غير تنفيذي، مستشار دولي أول، ويلمرهال)
- بيتر ثيل (المدير غير التنفيذي، المؤسس المشارك والرئيس التنفيذي السابق، باي بال، المؤسس والرئيس، كلاريوم كابيتال)
- تريسي ترافيس (مدير غير تنفيذي، نائب الرئيس التنفيذي، المدير المالي، شركات إستي لودر)

## منشآت

### مكاتب
يتعاقد المستخدمون خارج الولايات المتحدة وكندا مع شركة ميتا الفرعية، فيس بوك أيرلندا المحدودة، مما يسمح لشركة ميتا بتجنب الضرائب الأمريكية لجميع المستخدمين في أوروبا وآسيا وأستراليا وأفريقيا وأمريكا الجنوبية. تستفيد ميتا من الترتيب الأيرلندي المزدوج الذي يسمح لها بدفع 2 - 3% ضريبة الشركات على جميع الإيرادات الدولية. في عام 2010، افتتح فيسبوك مكتبه الرابع في حيدر أباد بالهند، والذي يضم فرقًا للإعلان عبر الإنترنت ودعم المطورين ويوفر الدعم للمستخدمين والمعلنين. في الهند، سُجلت ميتا باسم فيس بوك الهند للخدمات عبر الإنترنت.
افتتح فيس بوك مقره في لندن في عام 2017 في فيتزروفيا بوسط لندن. افتتح فيس بوك مكتبًا في كامبريدج، ماساتشوستس في عام 2018. كانت المكاتب في البداية موطنًا لـ «كونيكتيفتي لاب»، وهي مجموعة تركز على توفير الوصول إلى الإنترنت لأولئك الذين ليس لديهم إمكانية الوصول إلى الإنترنت.
في مارس 2022، افتتحت ميتا مقرًا إقليميًا جديدًا في دبي.

### مراكز البيانات
اعتبارًا من عام 2019، قامت فيس بوك بتشغيل 16 مركزًا للبيانات. وقد التزمت بشراء طاقة متجددة بنسبة 100٪ وتقليل انبعاثات غازات الاحتباس الحراري بنسبة 75٪ بحلول عام 2020. تشتمل تقنيات مركز البيانات الخاصة بها على مجمع النسيج، وهو نظام شبكة موزع يستوعب مناطق أكبر وأنماط حركة مرور متنوعة.

## أرباح
| السنة | الربح    | النمو |
| ----- | -------- | ----- |
| 2004  | $0٫4     | —     |
| 2005  | $9       | 2150% |
| 2006  | $48      | 433%  |
| 2007  | $153     | 219%  |
| 2008  | $280     | 83%   |
| 2009  | $775     | 177%  |
| 2010  | $2٬000   | 158%  |
| 2011  | $3٬711   | 86%   |
| 2012  | $5٬089   | 37%   |
| 2013  | $7٬872   | 55%   |
| 2014  | $12٬466  | 58%   |
| 2015  | $17٬928  | 44%   |
| 2016  | $27٬638  | 54%   |
| 2017  | $40٬653  | 47%   |
| 2018  | $55,838  | 38%   |
| 2019  | $70,697  | 27%   |
| 2020  | $85,965  | 22%   |
| 2021  | $117,929 | 37%   |

احتل موقع فيس بوك المرتبة 34 في قائمة فورتشين 500 لعام 2020 لأكبر الشركات في الولايات المتحدة من حيث الإيرادات، بإيرادات تقارب 86 مليار دولار. يأتي معظمها من الإعلانات. حدد أحد تحليلات بيانات عام 2017 أن الشركة كسبت 20.21 دولارًا أمريكيًا لكل مستخدم من الإعلانات.
وفقًا لمجلة نيويورك، منذ تغيير علامتها التجارية، أفادت التقارير أن ميتا خسرت 500 مليار دولار نتيجة لتدابير الخصوصية الجديدة التي وضعتها شركات مثل أبل وجوجل والتي تمنع ميتا من جمع بيانات المستخدمين.

### عدد المعلنين
في فبراير 2015، أعلن فيسبوك أنه وصل إلى مليوني معلن نشط، وجاء معظم المكاسب من الشركات الصغيرة. المعلن النشط هو المعلن الذي أعلن على منصة فيس بوك في آخر 28 يومًا. في مارس 2016، أعلن فيسبوك أنه وصل إلى ثلاثة ملايين معلن نشط بأكثر من 70% من خارج الولايات المتحدة. تتبع أسعار الإعلانات نموذج تسعير مُتغير بناءً على عروض أسعار المزاد الإعلانية، ومستويات المشاركة المحتملة للإعلان نفسه. على غرار منصات الإعلان الأخرى عبر الإنترنت مثل جوجل وتويتر، يُعد استهداف الإعلانات أحد المزايا الرئيسية للإعلان مقابل وسائط الإعلان الجماهيري التقليدية مثل التلفزيون والطباعة. يُستخدم التسويق على ميتا من خلال طريقتين تستندان إلى عادات المشاهدة، والإعجابات والمشاركة، وشراء بيانات الجمهور، أي الجماهير المستهدفة والجماهير «المتشابهة».

### شؤون الضرائب
طعنت دائرة الإيرادات الداخلية في الولايات المتحدة في التقييم الذي استخدمه فيس بوك عندما نقل عنوان عنوان بروتوكول الإنترنت من الولايات المتحدة إلى فيس بوك ايرلندا في عام 2010 (والذي أعاد تقييم فيس بوك ايرلندا بعد ذلك أعلى قبل الخصم)، حيث كان يبني هيكله الضريبي الأيرلندي المزدوج. القضية جارية وتواجه ميتا غرامة محتملة من 3 إلى 5 مليارات دولار.
غيّر قانون التخفيضات الضريبية والوظائف في الولايات المتحدة لعام 2017 حسابات الضرائب العالمية على فيس بوك. يخضع فيس بوك ايرلندا لضريبة الدخل العالمي الخاضع للضرائب المنخفضة الأمريكية البالغة 10.5٪ على الأرباح العالمية غير الملموسة (أي الأرباح الأيرلندية). على أساس أن فيس بوك ايرلندا تدفع بعض الضرائب، فإن الحد الأدنى الفعال للضريبة الأمريكية على فيس بوك ايرلندا سيكون حوالي 11٪. في المقابل، ستتحمل شركة ميتا المحدودة معدل ضريبة عنوان برتوكول الإنترنت خاص يبلغ 13.125٪ إذا تم نقل أعمالها الأيرلندية إلى الولايات المتحدة. إن الإعفاء الضريبي في الولايات المتحدة (21٪ مقابل الأيرلنديين بمعدل ضريبة الدخل العالمي الخاضع للضرائب المنخفضة) والنفقات الرأسمالية المتسارعة، سيجعل هذا المعدل الفعال في الولايات المتحدة يقارب 12٪.
تم توضيح عدم أهمية الفرق الضريبي الأمريكي/الأيرلندي عندما نقل فيس بوك 1.5 مليار حساب خارج الاتحاد الأوروبي إلى الولايات المتحدة للحد من التعرض للائحة العامة لحماية البيانات.

## وصلات خارجية
- الموقع الرسمي
- شركات ميتا بلاتفورمز في الشركات المفتوحة
- - بيانات النشاط التجاري لـ Facebook, Inc.: مالية جوجل
  - ياهو! المالية
  - رويترز
  -  إيداع هيئة الأوراق المالية والبورصات